# Іван Валков
Іван Валков (болг. Иван Вълков); нар. 31 січня 1875, Казанлик — пом. 20 квітня 1962, Стара Загора — генерал піхоти, військовий міністр Болгарії (1923-1929).

## Життєпис

### Освіта
Закінчив училище в Казанлиці, Військове училище в Софії (1896), геодезичне відділення Миколаївської академії Генерального штабу в Санкт-Петербурзі (1909). Також закінчив артилерійську академію. На початку XX століття був єдиним болгарським офіцером, який мав дві вищі військові освіти.

### Військова служба
- У 1896-1906 служив в арсеналі, в штабі артилерії, в 6-му артилерійському полку.
- У 1911 — викладач Військового училища.
- У 1912-1913 під час Балканських воєн, служив в штабі 2-ї армії, був начальник штабу східного сектора облоги Одріна.
- У 1913-1915 — знову викладач Військового училища.
- У 1915-1916 з початком Першої світової війни — начальник оперативного відділу штабу 2-ї армії.
- З 1916 — командир 44-го піхотного полку.
- У 1917-1918 — начальник штабу 7-ї, а потім 10-ї піхотної дивізії.
- У 1919-1923 — директор Картографічного інституту.
- З 1919 — професор Військової академії, викладав кадастрову і землемірну справу в Софійському університеті.
- У 1922-1928 редактор видання «Годишник на Географския институт при Министерство на войната».

Автор наукових робіт з військової топографії (в тому числі підручників), статей у виданні «Військовий журнал», військово-історичних робіт про облогу Одрінської фортеці.